# امیرا دو تجو (نیسا)
امیرا دو تجو (نیسا) (به پرتغالی: Amieira do Tejo (Nisa)) یک سکونتگاه مسکونی در پرتغال است که در Nisa Municipality واقع شده‌است.

## خصوصیات
امیرا دو تجو ۳۰۹ نفر جمعیت دارد.